# Sjöslaget vid Nöteborg
Sjöslaget vid Nöteborg var en drabbning i Ladoga mellan 250 ryska flodskepp som omringat Nöteborg, och 50 svenska skepp under befäl av Carl Gustaf Wrangel. De svenska skeppen lyckades driva iväg ryssarna.